# Narvacan
Narvacan is een gemeente in de Filipijnse provincie Ilocos Sur op het eiland Luzon. Bij de laatste census in 2010 telde de gemeente bijna 43 duizend inwoners.

## Geografie

### Bestuurlijke indeling
Narvacan is onderverdeeld in de volgende 34 barangays:
| - Abuor - Ambulogan - Aquib - Banglayan - Bantay Abot - Bulanos - Cadacad - Cagayungan - Camarao - Casilagan - Codoog - Dasay | - Dinalaoan - Estancia - Lanipao - Lungog - Margaay - Marozo - Naguneg - Orence - Pantoc - Paratong - Parparia | - Quinarayan - Rivadavia - San Antonio - San Jose - San Pablo - San Pedro - Santa Lucia - Sarmingan - Sucoc - Sulvec - Turod |

## Demografie
Narvacan had bij de census van 2010 een inwoneraantal van 42.803 mensen. Dit waren 1.225 mensen (2,9%) meer dan bij de vorige census van 2007. Ten opzichte van de census van 2000 was het aantal inwoners gegroeid met 4.368 mensen (11,4%). De gemiddelde jaarlijkse groei in die periode kwam daarmee uit op 1,08%, hetgeen lager was dan het landelijk jaarlijks gemiddelde over deze periode (1,90%).

De bevolkingsdichtheid van Narvacan was ten tijde van de laatste census, met 42.803 inwoners op 122,21 km², 350,2 mensen per km².